# Operació Bernhard

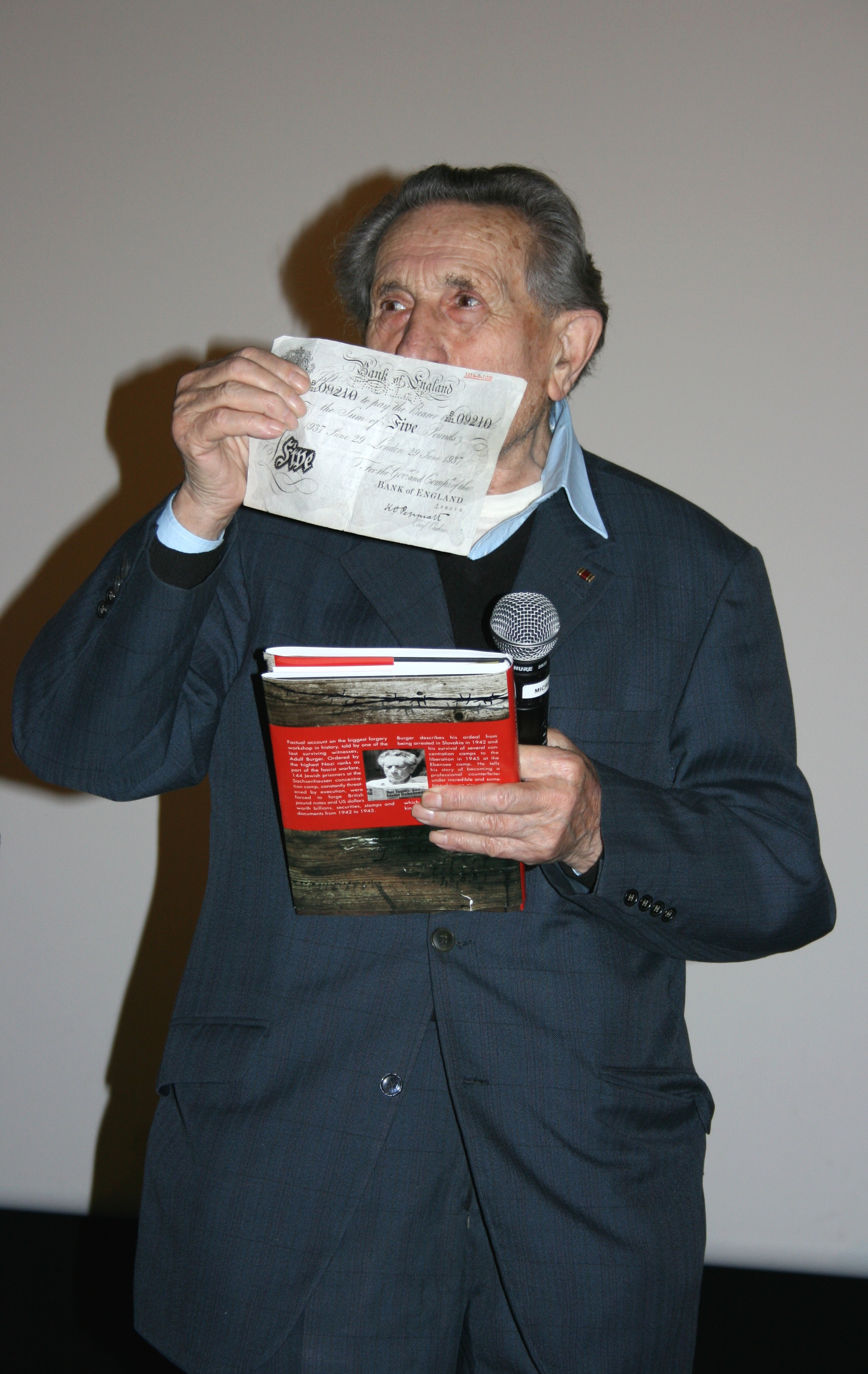
L'escriptor Adolf Burger ensenyant un bitllet fals de £5 a l'estrena en París de la pel·lícula Els falsificadors, el gener de 2008.

L'Operació Bernhard, també anomenada Operació Krüger, fou una operació de falsificació de moneda que va ser engegada l'any 1942 i finida l'any 1945. Va ser ideada per Reinhard Heydrich, aprovada per Heinrich Himmler i executada per un coronel de les SS anomenat Bernhard Krüger. Ha estat classificada com una de les més grans i reeixides operacions de falsificació realitzades pel règim nazi.

## El pla i els seus objectius
El setembre de 1939, Heydrich va proposar a Himmler un pla destinat a finançar les operacions de les SS i la Gestapo. Aquest pla consistia a falsificar moneda anglesa, per poder, posteriorment, malmetre greument l'economia anglesa provocant una inflació al país enemic. Un cop ideat el pla, Heydrich, amb les seues múltiples obligacions, i conscient de la dificultat d'implementació, va haver de buscar a qui atorgar el tema.
L'any 1942, Heydrich va encarregar a un coronel de les SS, anomenat Bernhard Krüger, l'execució d'aquest pla. Per portar-lo a terme es va crear la caserna de les SS a Berlín, en una oficina anomenada "Oficina 6-F-4". En Bernhard Krüger, un jove nazi molt intel·ligent, va haver d'adreçar-se primerament a l'oficina de numismàtica del Reichsbank, però allà va trobar dificultats per reclutar experts alemanys per al desenvolupament del pla.
Els objectius del pla eren diversos i molts:
- Finançar l'espionatge a l'estranger.
- Finançar compres en països neutrals.
- Finançar la compra d'informació.
- Pagar als col·laboracionistes.
- Introduir les falsificacions en el comerç anglès per tal de provocar-hi inflació.
- Malmetre profundament l'economia anglesa.
- Finançar les unitats de la Gestapo i les SS en els països ocupats.

## La implementació
Atesa la dificultat d'obtenir tècnics alemanys, Himmler va proposar de fer treballar per als nazis, després d'una selecció molt rigorosa, els jueus que tinguessin especialitats en el tema, i van seleccionar tots aquells que fossin experts en cal·ligrafia i en tècniques d'impressió de tintes. Krüger va acabar per seleccionar uns 140 jueus amb experiència en impremtes, coloristes, cal·lígrafs, dibuixants i comptadors. Cadascuna d'aquestes persones va ser classificada com a "treballador altament essencial" per a les SS i se'ls va concedir certs privilegis, com ara la salvaguarda de les seves vides.
En Krüger va portar aquests tècnics jueus a un camp de concentració especial de Sachsenhausen, a prop de Berlín, i els va aïllar en el bloc 19 del camp, amb vigilància especial controlada per gent de les SS escollida a mesura. La maquinària instal·lada era d'última generació, i el paper, que era molt difícil de reproduir, va ser encarregat a una empresa alemanya de renom del sector.
Un cop produïts els bitllets, eren classificats segons el seu nivell de qualitat en la falsificació; els de primera qualitat eren destinats a compres en països neutrals i en finançar l'espionatge a l'estranger, mentre que els de segona qualitat eren destinats a les unitats de la Gestapo en països ocupats, per pagar informació i als col·laboradors. Els bitllets falsificats van arribar a atènyer un grau de rèplica molt proper a la perfecció, i només un ull molt expert podria sospitar de la seva falsedat.
La "fàbrica de Krüger" produïa 400.000 lliures esterlines per mes, un rècord que aviat va augmentar de velocitat atesa la intenció d'acabar de concretar i elaborar aquest pla en 3 anys. En Krüger sabia que, un cop finalitzada la quota, els seus treballadors serien eliminats i ell seria enviat al front. Això va fer que decidís frenar una mica la producció.
Els primers "paquets" van ser repartits entre les ambaixades alemanyes i consolats alemanys a Turquia, Espanya, Suècia i Suïssa. Allà van ser introduïts amb èxit en les economies locals. Més endavant, la maquinària va ser utilitzada per falsificar dòlars, en bitllets de 50 i 100.

## Assoliment del pla
Una de les principals víctimes de l'operació va ser el cas d'un espia albanès, que treballava per a l'Alemanya nazi, anomenat Elyesa Bazna, àlies Ciceró que era majordom de l'ambaixador anglès a Ankara (Turquia). Ciceró va robar secrets d'estat de la caixa forta de l'ambaixador i el Servei Secret alemany el va recompensar generosament amb unes 300.000 lliures esterlines, esdevenint d'aquesta manera el col·laboracionista millor pagat per l'Alemanya nazi.
Un banc turc va pagar a un comerciant unes 60.000 lliures esterlines que ell mateix, sense saber-ho, va introduir a través d'un banc suís. Aquests diners finalment van arribar al banc d'Anglaterra, on es va descobrir la falsificació per casualitat.
Himmler premiaria a Krüger si completava la quota, però ell, adduint falta de materials, frenava la producció, i els excedents que no es posaven en circulació eren empaquetats curosament en unes caixes de fusta en una serralada muntanyosa.
Cap al mes de març de 1945, la situació a Berlín era greu i Himmler va voler cancel·lar l'operació, però en Krüger el va convèncer de traslladar-se cap als Alps austríacs, concretament a Redl Zipf, prop del llac Toplitz.

## L'epíleg al llac Toplitz
Les instal·lacions van ser traslladades cap a unes coves meticulosament preparades; el trasllat des de Sachsenhausen va ser laboriós i va trigar diversos mesos. L'abril de 1945, les instal·lacions ja estaven en condicions per fer continuar l'operació, però ben aviat Krüger va haver de prendre la trista decisió de destruir les instal·lacions sota les ordres de Himmler a causa de l'avançament dels aliats en la regió.
Les premses i planxes van ser llençades a les profunditats del llac Toplitz, i el paper no imprès va ser cremat juntament amb els arxius, però els diners falsificats van ser embalats i embarcats en uns camions. Els 140 especialistes jueus van ser exportats per a la seva exterminació al camp de concentració d'Ebensee. Krüger va fugir cap a l'estat suís amb una dama amb què mantenia relacions amoroses, emportant-se la quantitat més gran de diners i documents falsificats; mai més no se n'ha sabut res. Els bitllets empaquetats en els camions van despertar cobdícia entre els escamots de les SS, i això els va portar a apoderar-se dels bitllets per enterrar-los i així conservar-los per al seu posterior desenterrament. Alguns d'aquests camions van desaparèixer, i d'altres, en ser atrapats per les forces aliades, van ser llançats al riu, deixant així marxar caixes de contingut llaminer que va acabar a les mans dels pescadors de les localitats properes. Finalment, altres camions van ser entregats als nord-americans. A més a més, un espia alemany, portador d'una impressionant quantitat de bitllets falsos, va ser capturat a Edimburg, i no va ser fins llavors que el Banc d'Anglaterra va adonar-se de l'impressionant grau que havia arribat a atènyer la gran falsificació alemanya, cosa que el va obligar a crear un nou disseny de bitllet per a impedir el descrèdit anglès.
Els 140 especialistes jueus conduïts a Ebensee van ser salvats de les cambres de gas gràcies a un comandant que no va obeir les ordres de fer explotar el camp de concentració, alliberant d'aquesta manera els presos que es van dispersar. Els aliats van acabar per trobar l'Oscar Skala, un polonès que servia de comptador en l'operació Krüger, que va facilitar informació als investigadors de les forces aliades.